# Васил Делов (революционер)
 Тази статия е за българския революционер.  За българския военен вижте Васил Делов.  
Васил Делов е български революционер, деец на Вътрешната македоно-одринска революционна организация.

## Биография
Делов е роден в костурското село Връбник, тогава в Османската империя, днес в Албания. Влиза във ВМОРО и става селски войвода на организацията. На 28 март 1903 година в Смърдеш четите на Борис Сарафов и Иван Попов са обградени. На помощ им идват селските чети от Въмбел и от Връбник, начело с Васил Делов. След тежко сражение с много жертви, обсадата е разкъсана, но Смърдеш е опожарено. Участва в Илинденско-Преображенското въстание като войвода в Корещата.